# Amphiura capensis
Amphiura capensis är en ormstjärneart som beskrevs av Ljungman 1867. Amphiura capensis ingår i släktet Amphiura och familjen trådormstjärnor. Inga underarter finns listade i Catalogue of Life.